# KRAKA-prisen
KRAKA-prisen er en hædersbevisning og pengelegat, som årligt tildeles en studerende eller forsker der har bidraget med noget nyskabende til dansk kønsforskning. Fra 2020 uddeles der to priser hvert andet år.
Prisen er oprettet af Foreningen for Kønsforskning i Danmark, som også uddeler prisen i forbindelse med Konferencen for Kønsforskning i Danmark, der afholdes hvert andet år.
Oprettelsen er gjort muligt på grundlag af en gave fra cand.scient. i matematik og stud.mag. i russisk Else Høyrup.

## Modtagere af prisen
- 2003 Mons Bissenbakker og Ulla Angkjær Jørgensen
- 2004 Dorthe Staunæs
- 2005 Nina Javette Koefod
- 2006 Anne Birgitte Richard
- 2007 Pia Friis Laneth
- 2008 Birgitte Possing
- 2009 Stine Thiedemann Faber
- 2010 Lene Myong Petersen
- 2011 Lise Busk Jensen og Charlotte Kroløkke
- 2012 Signe Arnfred
- 2013 Michael Nebeling Petersen og Tobias Raun
- 2014 Ann-Karina Henriksen
- 2015 Bente Rosenbeck
- 2016 Kvinder, Køn & Forskning
- 2017 Mathias Wullum Nielsen
- 2018 Camilla Bruun Eriksen
- 2019 Niels Nyegaard
- 2020 Ea Høg Utoft
- 2021 Tess Sophie Skadegård Thorsen

## Ekstern henvisning
- KRAKA-prisens hjemmeside Arkiveret 12. juni 2007 hos  Wayback Machine